# Olga Gołodiec
Olga Gołodiec, ros. Ольга Юрьевна Голодец (ur. 1 czerwca 1962 w Moskwie) – rosyjska polityk, wicepremier Rosji.
Absolwent fakultetu ekonomicznego Uniwersytetu Moskiewskiego z 1984, jest kandydatem nauk ekonomicznych.
W latach 1984–1997 prowadziła działalność naukową, a od 1997 do 1999 była dyrektorem programów socjalnych fundacji „Reformugol”.
Od 2010 była zastępcą mera Moskwy, odpowiedzialnym za sprawy kształcenia i ochrony zdrowia.
21 maja 2012 na podstawie rozporządzenia prezydenta została wicepremierem Rosji.